# Световъртеж
Световъртеж, също вертиго (на латински: vertigo – „въртящо/въртеливо движение“), е медицински термин, който означава виене на свят. Проявява се като чувство за движение, въпреки че изпитващият остава напълно неподвижен. Симптомите са в резултат на нарушена функция на вестибуларния апарат. Често е свързван с гадене и повръщане, както и с проблеми в стоенето изправен и вървенето.
Освен чисто физиологически причините за световъртежа могат да се крият и в употребата на прекалено големи количества етанол (алкохолни напитки).

## Разпространение
Около 5% от населението на планетата е изпитвало симптоми на световъртеж през последната година, а 7,4% – поне веднъж в живота си. Симптомите се наблюдават по-често при жените и възрастните хора.